# Eschborn
Eschborn is een plaats in de Duitse deelstaat Hessen, gelegen in de Main-Taunus-Kreis. De stad telt 21.641 inwoners.

## Geografie
Eschborn heeft een oppervlakte van 12,14 km² en ligt in het centrum van Duitsland, iets ten westen van het geografisch middelpunt.

## Stedenbanden
- Montgeron (Frankrijk), sinds 1985
- Póvoa de Varzim (Portugal), sinds 2001 (sinds 2010 officieel)
- Żabbar (Malta), sinds 2001 (sinds 2010 officieel)

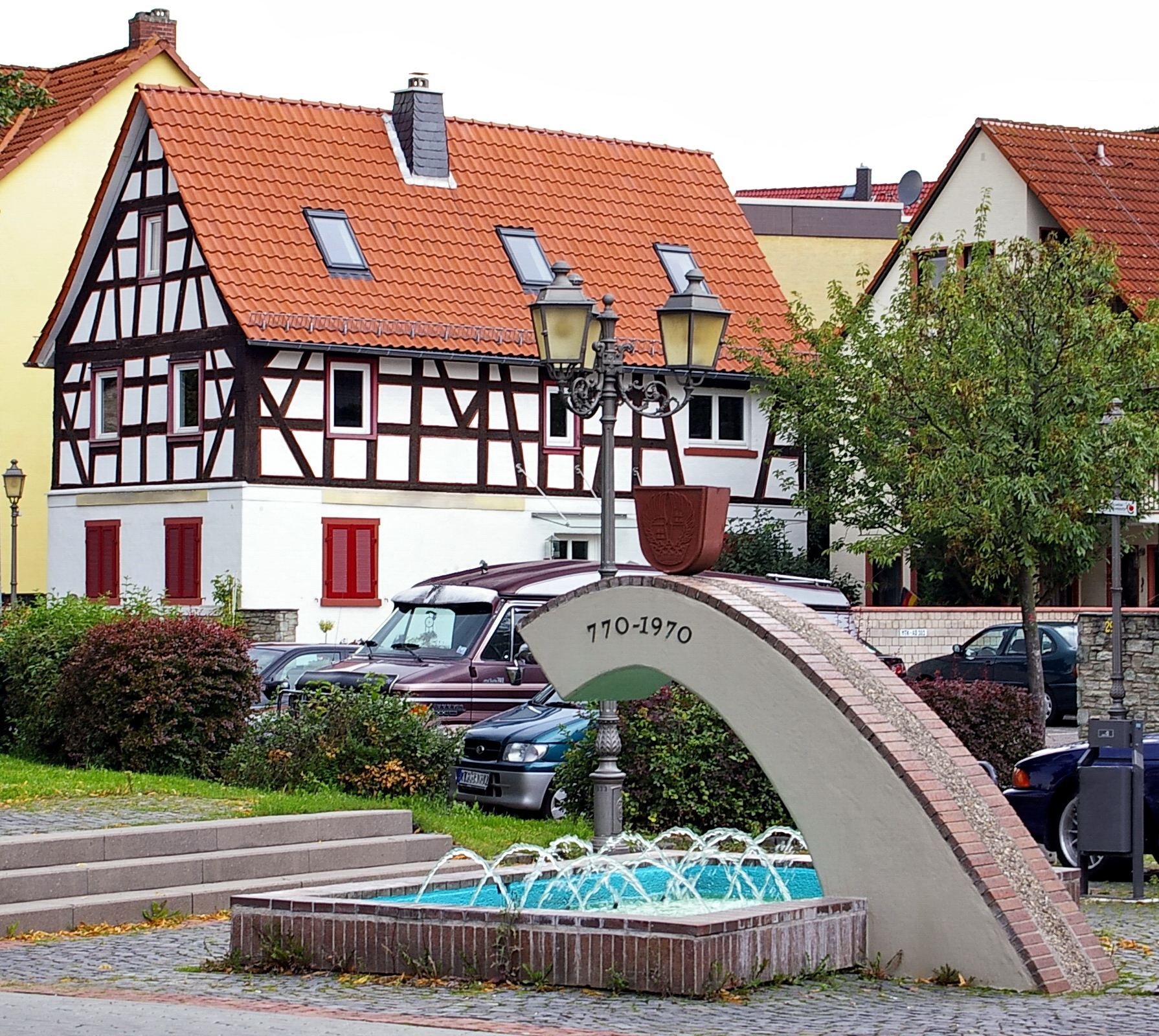
Brunnen

- Viernau (Allemagne)
- Magog (Canada)

Bad Soden am Taunus · Eppstein · Eschborn · Flörsheim am Main · Hattersheim am Main · Hochheim am Main · Hofheim am Taunus · Kelkheim · Kriftel · Liederbach am Taunus · Schwalbach am Taunus · Sulzbach